# Helicodiscus hexodon
Helicodiscus hexodon е вид коремоного от семейство Helicodiscidae.

## Разпространение
Видът е разпространен в САЩ.